# Православный богословский колледж святого Андрея

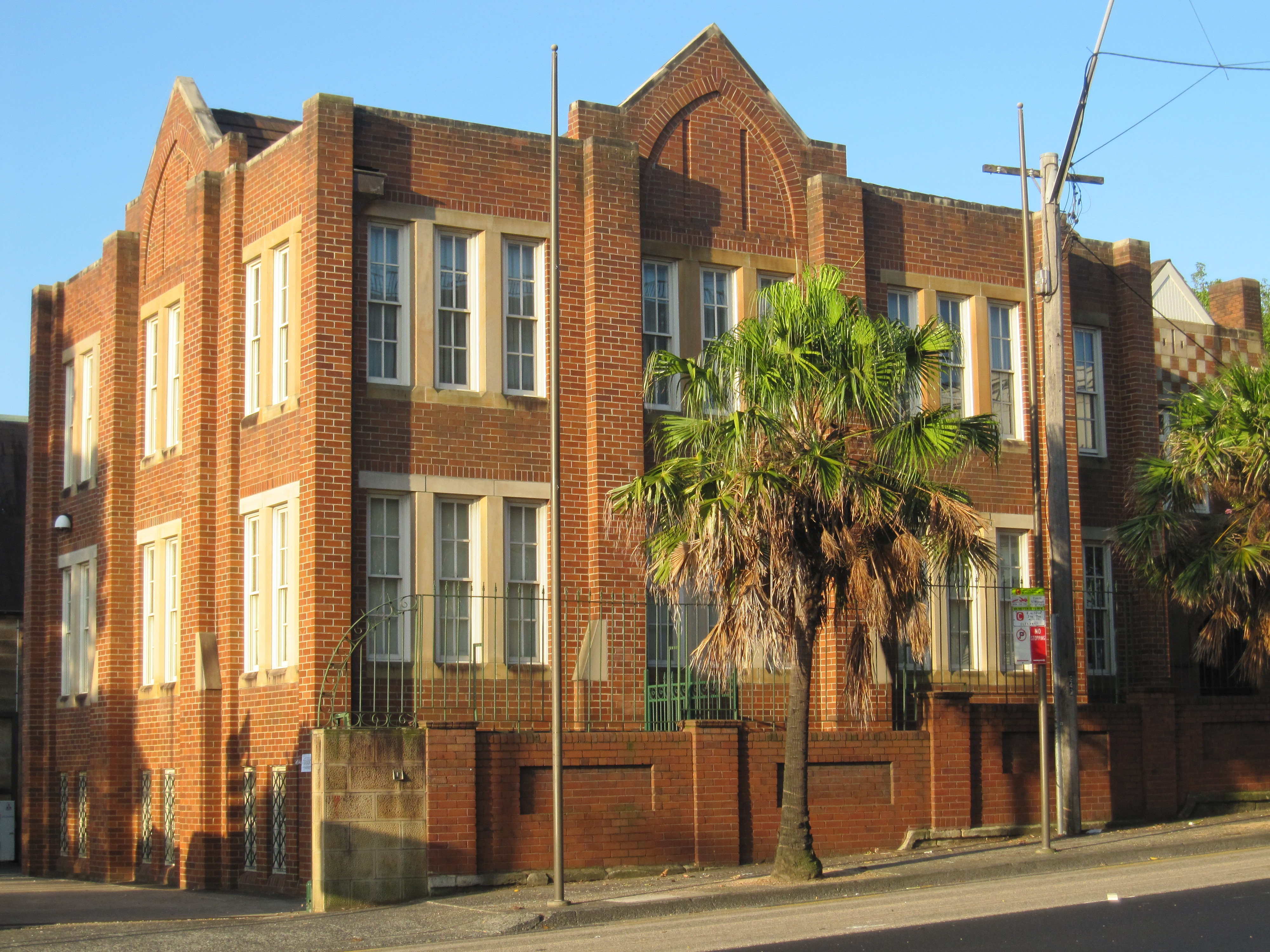

Греческий православный теологический колледж Святого Андрея (англ. St Andrew's Greek Orthodox Theological College, греч. Θεολογική Σχολή του Αποστόλου Ανδρέα, кратко Сент-Эндрюс, англ. St Andrew’s) — греческая православная семинария и богословский колледж, расположенные в Редферне, пригороде Сиднея, Новый Южный Уэльс, Австралия. Колледж является учреждением-членом Сиднейского колледжа богословия, федерации богословских учебных заведений, каждое из которых управляется различными христианскими конфессиями. Это единственное в своем роде аккредитованное восточно-православное высшее учебное заведение в Южном полушарии, и его преподавание и практика осуществляются через Греческую православную архиепископию Австралии.
Архиепископ Австралийский Стилиан (Харкианакис) был инициатором создания данного учебного в 1981 году и руководил им с момента его открытия в 1986 году и до смерти в 2019 году.

## История
Ещё в 1934 году митрополит Австралийский и Новозеландский Тимофей (Евангелинидис) впервые озвучил идею создания богословского института, однако у него не было для этого ни ресурсов, ни поддержки общины. Необходимость собственной богословской школы в Австралии усилилась в связи с тем, что с 1950-х годов в Австралазии начинают совершаться хиротонии. Его преемник на кафедре митрополит Австралийский и Новозеландский Феофилакт (Папафанасопулос) также рассматривал возможность создания духовной семинарии. В 1959 году архиепископ Австралийский Иезекииль (Цукалас) создал комитет для Фонда Военного мемориального теологического колледжа Святого Андрея, который получил пожертвования от сэра Артура Джорджа и Майкла Папсалиса; однако на в то время создать богословскую школу не получилось, а пожертвования использовались для покрытия текущих операционных расходов Архиепископии.
В 1975 году архиепископ Стилиан, прибыв в Австралию, сосредоточился на создании Высшего богословского колледжа. В январе 1981 года на Четвёртом конгрессе духовенства и мирян, состоявшемся в Сиднее, архиепископ Стилиан попросил и получил поддержку для основания богословского колледжа. Делегаты приняли его резолюцию по этому срочному предложению, и были сформированы строительные, административные и академические комитеты. Возникла необходимость в богословской школе, которая была бы в первую очередь посвящена изучению богословия в сотрудничестве с другими богословскими колледжами. Была надежда, что будет создан центр богословской рефлексии и экуменического диалога, предлагающий православное мировоззрение.
В следующем году, во время официального визита в Австралию президента Греции Константина Караманлиса, архиепископ Стилиан обратился за помощью в создании семинарии. Караманлис попросил, чтобы к концу его визита было проведено технико-экономическое обоснование. Однако спикер Палаты представителей, Какламанис, проигнорировал, а затем отклонил письмо на том основании, что не правительство, а Церковь должна заботиться о церковном образовании. В ответ архиепископ Стилиан решил оживить Братство Святого Андрея, чтобы все духовенство ежегодно делало пожертвования, которые послужили бы примером для мирян. В мае 1984 года архиепископ Стилиан назначил временный комитет для рассмотрения и предложения путей создания колледжа, а также для подготовки учебной программы. По получении доклада временного комитета в декабре 1984 года были созданы три комитета (строительный, административный и академический). В 1985 году архиепископ Стилиан направил письмо 1000 друзьям и знакомым с просьбой о пожертвовании по 1000 долларов каждому. В результате этой переписки было собрано 350 000 долларов, и это позволило архиепископии внести депозит на недвижимость в Карингбе в пользу Богословского колледжа. Имея достаточную академическую квалификацию и уже читая лекции православным, сэр Артур Джордж подписал соглашение на 5-й конференции духовенства и мирян, состоявшейся в Брисбене, о выделении средств на первый этап развития. Пожертвование в размере 250 000 долларов было использовано для ремонта и модификации зданий архиепископии путём создания лекционных залов, общежитий для студентов, работающих на межгосударственном уровне, офиса, библиотеки и общей комнаты.
23 февраля 1986 года Колледж открылся в присутствии митрополита Ставропольского Максима (Репанеллиса) (декана Халкинской богословской школы) и премьер-министра Невилла Врана. Обучение проводилось только для студентов мужского пола. Плата со студентов не взималась, и по договорённости преподавателям не выплачивалась заработная плата. В это время была только программа бакалавриата, присваивавшаяся после четырёхлетнего обучения, что соответствовало с степеням в Греции. С момента своего создания Колледж поддерживал постоянную аккредитацию через Сиднейский колледж богословия, высшее учебное заведение, предоставляющее высококачественные аккредитованные награды в области теологии и смежных областях через учебные колледжи, которые являются его учреждениями-членами.
В начале следующего года был опубликован первый номер «Phronema», ежегодного богословского обзора колледжа, редактором которого был доктор Гай Фриленд.
В 1995 году епископ Серафим (Гинис) стал новым заместителем декана, сменив уехавшего в США диакона Иоанна Хрисавгиса. В ноябре 1996 года Патриарх Константинопольский Варфоломей I посетил колледж в рамках Сиднейского маршрута своего первого визита в Австралию.
В конце 1990-х годов в соответствии с эквивалентными степенями в Австралии Колледж изменил структуру степени бакалавра богословия на трёхлетнюю степень с обязательным четвёртым курсом с отличием или альтернативной аспирантурой по пастырскому богословию и практике. С января 2004 года Сент-Эндрюс предлагает два интенсивных курса каждый семестр для всех представителей общественности, направленных на получение любой из трех премий для аспирантов, аккредитованных через Сиднейский колледж богословия. К ним относятся сертификат выпускника (после четырех единиц, что эквивалентно очной форме обучения в течение одного семестра); диплом выпускника (после восьми единиц); и степень магистра искусств (после двенадцати единиц).
В июне 2001 года было основано издательство St Andrew’s Press для выпуска «The Greek-Australian Vema», газеты архиепископии, с долгосрочной целью публикации работ факультета. В мае 2005 года был принят на работу директор издательства. В апреле 2008 года состоялась презентация книги «Непогрешимость Церкви в православном богословии» (The Infallibility of the Church in Orthodox Theology), опубликованной совместно издательством ATF Press и St Andrew’s Press, написанной первоначально на греческом языке в качестве докторской диссертации архимандрита Стилиана (Харкианакиса) (1965) в Афинском университете и впоследствии переведённой на английский язык.
Школа Византийской музыки была создана в феврале 2005 года под эгидой Греческой православной архиепископии Австралии и Греческого православного богословского колледжа Святого Андрея.
Будучи единственным в своем роде православным богословским колледжем в южном полушарии, Андреевский собор обучал не только духовенство греческой Австралийской архиепископии, но и значительное число представителей других юрисдикций Австралии, в частности Сербской Православной Церкви в Австралии и Новой Зеландии.